# 隆德主教座堂
隆德主教座堂（瑞典語：Lunds Domkyrka）是位於瑞典斯科讷省隆德市的信义宗主教座堂。它是瑞典信義會隆德主教的駐地。該教堂最初是作為所有北歐國家的天主教大主教教區的教堂而建，共奉獻給聖老楞佐。它是瑞典現存最古老的石造建築之一。
隆德主教座堂被譽為「北歐最具代表性的罗曼式建筑」。在建造時期，隆德及其大教堂隸屬於丹麥。主祭壇於1145年奉獻，其建築風格明顯受到當時北義大利建築的影響，這些影響通過萊茵河谷傳遞過來。據稱最早的建築師名叫多納圖斯，其大教堂最初包括兩座在地窖中被稱為「巨人芬恩及其妻子」的雕像，教堂在1234年的一場火災中遭到嚴重損壞後，於16世紀初在亞當·範迪倫的領導進行了修復。宗教改革後，教堂收入減少並變得破敗。1658年，根據《羅斯基勒條約》，隆德及大教堂成為瑞典的一部分。教堂是1668年隆德大学成立儀式的舉行地。隨在18世紀進行了修繕，但大部分教堂最終在19世紀得到修復和重建。修復工作最初由卡爾·格奧爾格·布魯紐斯領導，後來由建築師赫爾戈·澤特瓦爾進行，直到1893年完工。
當前，教堂內擁有數件歷史悠久的裝飾和中世紀藝術品。祭壇畫於1398年捐贈給教堂，教堂內設有哥特式合唱座、青銅雕像和隆德天文鐘。建造時，教堂以羅馬式石雕裝飾。並還擁有亞當·范·杜倫修復時期的晚期中世紀石雕。宗教改革後，教堂也裝備了裝飾精美的講壇。較新的裝置是1927年由喬阿基姆·斯科夫高爾德創作的大型馬賽克。教堂有擁有六台管風琴，其中一台是瑞典最大的管風琴，並在今日用作音樂會場地使用。

## 历史

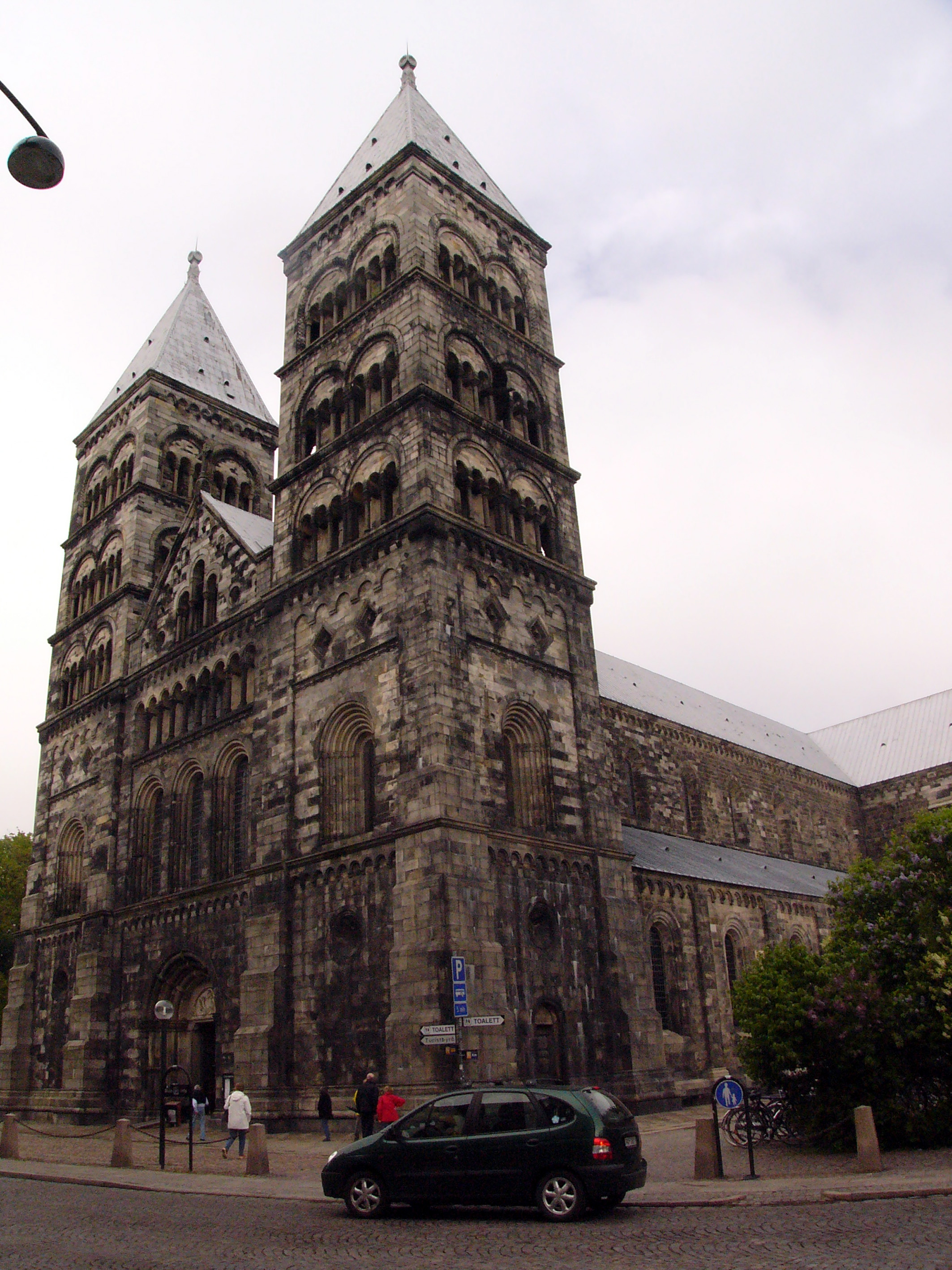
隆德大教堂正西面

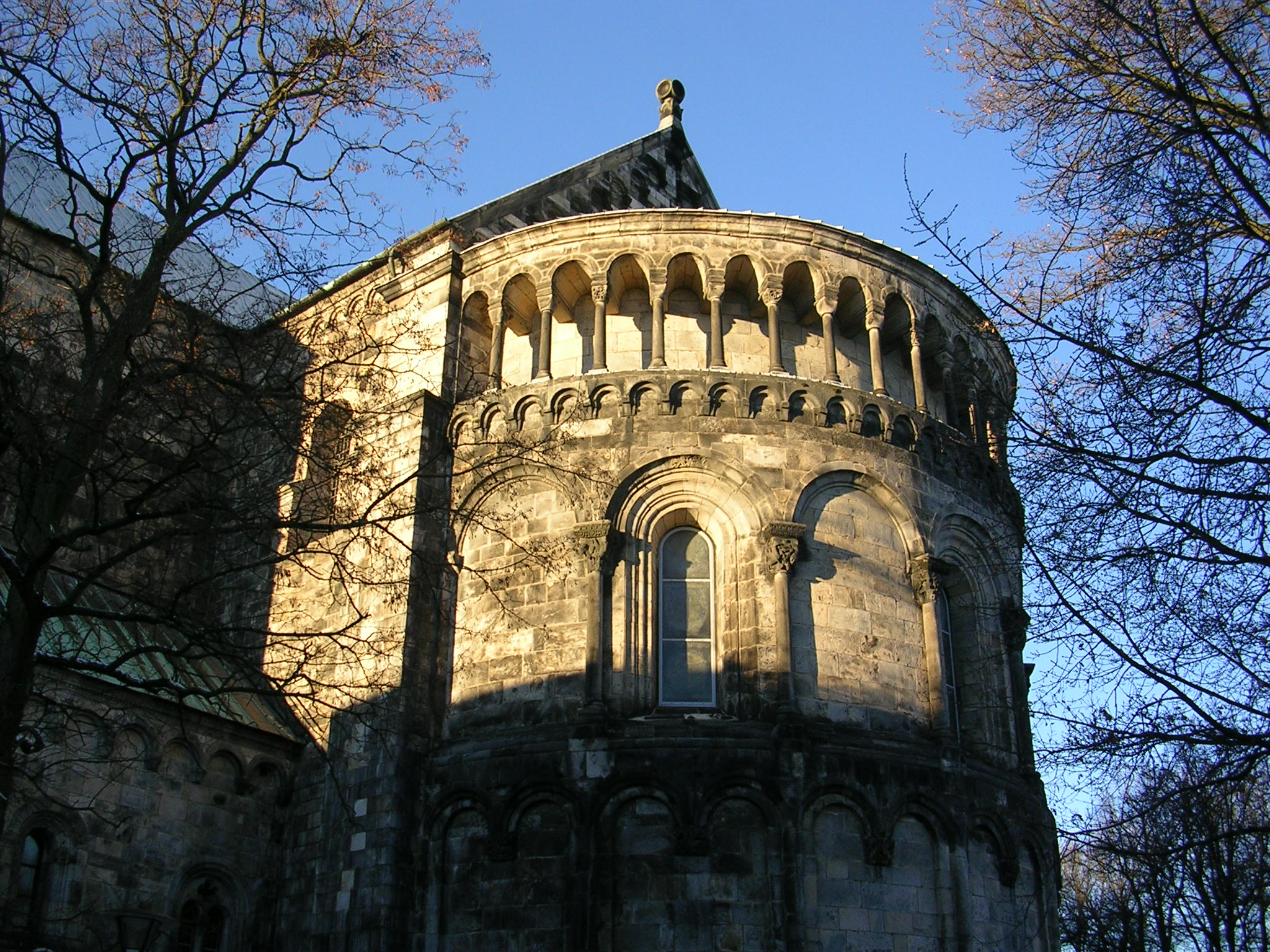
隆德大教堂罗马式半圆形后殿

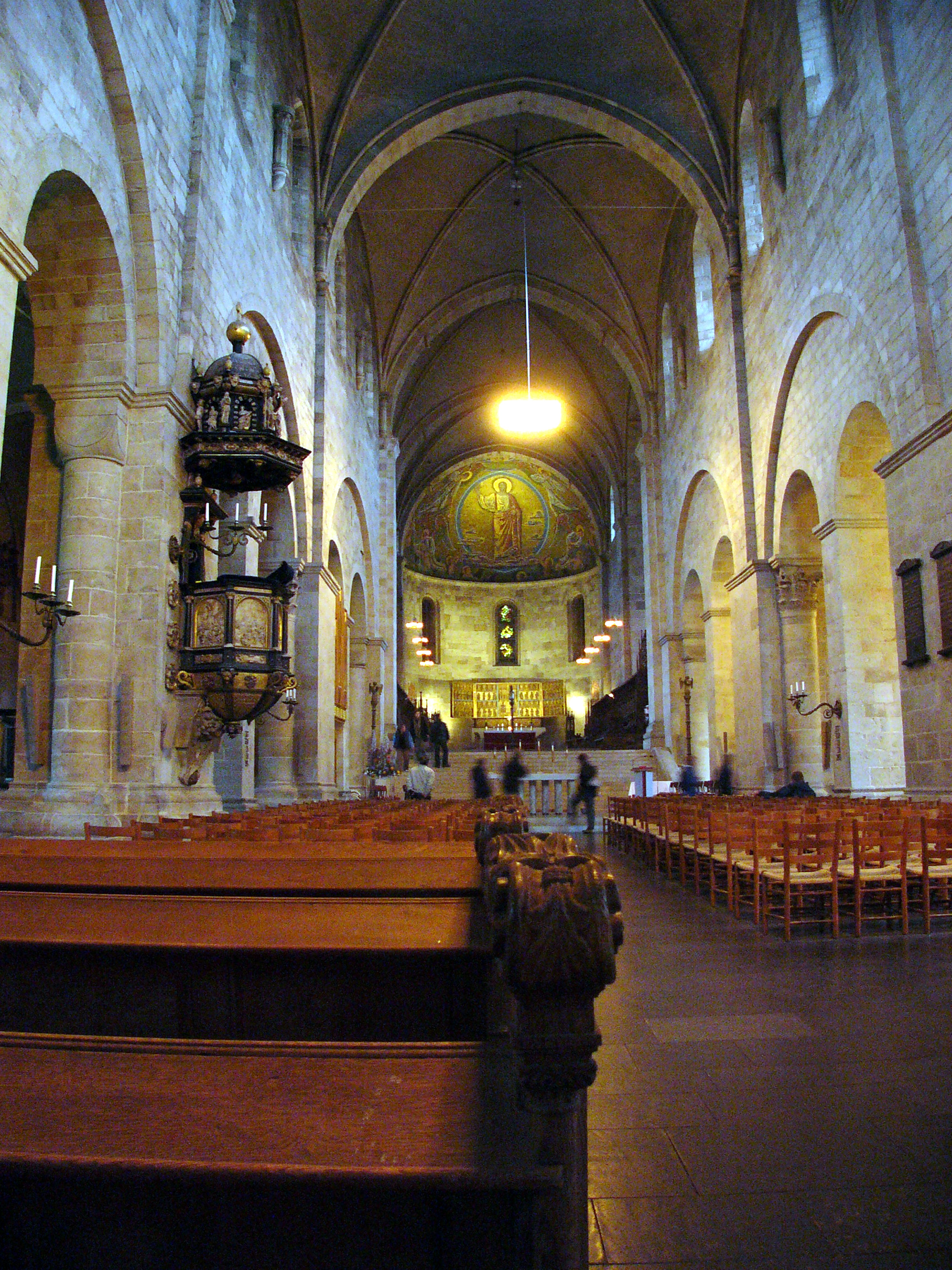
隆德大教堂内部

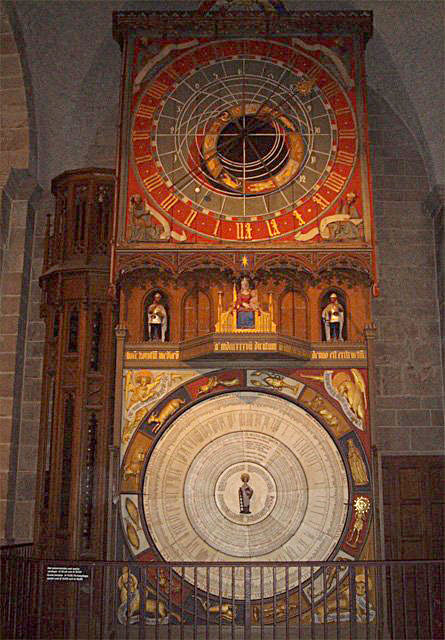
大钟

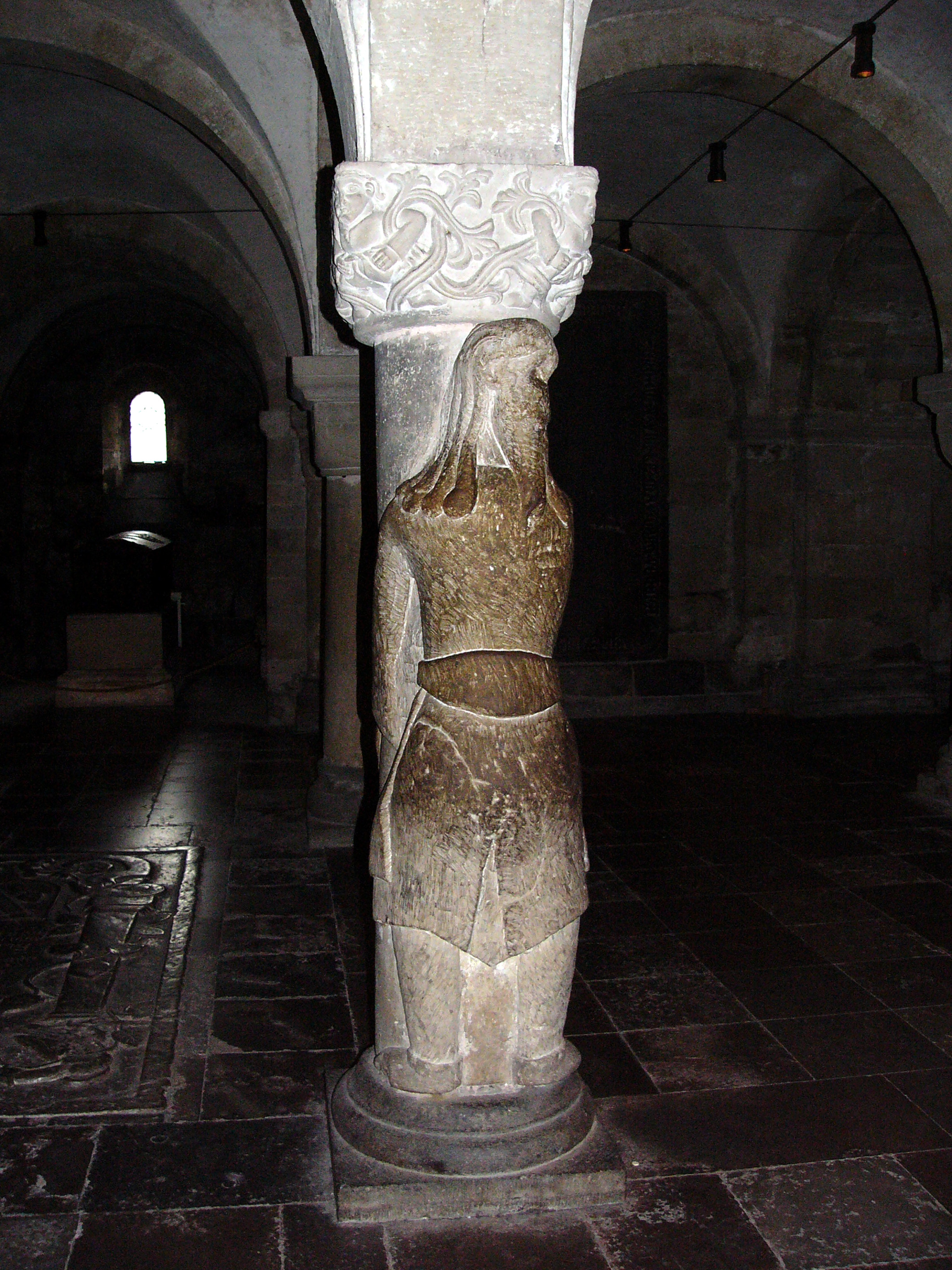
地下室裏传奇人物菲昂的雕像

1060年，丹麦国王斯文二世发布命令，在隆德设立主教一职。于是1085年左右，一座大教堂在隆德矗立起来，不过现在很难考证现在的隆德大教堂就是那个时期开始建造的。1085年3月21日，一封来自丹麦国王克努特四世的祝贺信里提到，一座大教堂建于1080年代。但是，有资料表明当时信里提及的大教堂不是现在的隆德大教堂。
现在的隆德大教堂可能在1103年左右开始建造。当时丹麦国王埃里克一世任命隆德成为大主教之辖区，是北欧地区最高阶主教。教堂内地下室的圣坛建造于1123年，而教堂的圣坛于1145年9月1日竣工。
1234年，教堂遭遇了一次大规模的火灾。之后，教堂重建了演讲墙，新的拱顶，西面的主墙体也重建了。中世纪时期，教堂增加了很多有高度艺术价值的建设。1370年代，宏伟的哥特式风格的唱诗班舞台建造完成。1398年，一个哥特式形状为壁橱木制圣坛装饰品被放置到了主礼拜堂。1424年，一座庞大的园盘钟放在教堂的中部，随着岁月的变迁，经历了很多次修复。
1510年代，在丹麦国王汉斯（Hans）统治的时代，德国艺术家亚当·范迪伦主持大修了教堂。在地下室，范迪伦增加了一口由浮雕装饰的井和一个雕刻精美的石棺，里面躺着上一任主教比格尔·贡纳松。
中世纪的隆德是一个重要的文化和宗教城市，从它数量庞大的教堂和修道院就可以证明这一点。1536年的宗教改革使整个城市和甚至整个国家的教堂的影响力大大降低。在1658年签订了《罗斯基勒条约》后，隆德的主教划归瑞典。
19世纪末期，Helgo Zettervall主持了一次大规模的重修，塔楼被修复成现在的样子。1920年代，半圆形后殿的内部加上了马赛克装饰。

## 艺术和建筑
教堂采用意大利北部的伦巴第和德国莱茵河流域的罗马式建筑风格，主要的原料是砂岩。在楼层的设计，地下室，拱形的走廊，半圆形后殿上层的舞台都明显地体现了这种风格。

### 塔楼
大教堂的塔楼高55米，顶是尖塔状的。塔楼是隆德的标志性符号，在很远的范围内都清晰可见。目前塔楼不对公众开放。教堂塔楼里最古老的钟建于1513年。

### 入口
两道铜门由Carl Johan Dyfverman设计，作为教堂主入口。上面有《圣经》，尤其是《旧约圣经》的24个主题的浮雕。在门廊上，一个混凝土山形墙上面有三个人物：耶稣、克努特四世和圣劳伦斯。

### 内部
作为一个典型的罗马式建筑，隆德大教堂有着独特的黑暗，只有一些很小的窗口让阳光透射进来。十字形的教堂有三座侧廊和一个袖廊。教堂里有一座建于1370年代的非常辉煌的哥特式风格的唱诗班舞台。1398年主礼拜堂增加了一个哥特式圣坛装饰品。
教堂南面的侧廊有一个信息台，一个球形的灯和各种展览。

### 天文钟
大教堂的天文钟，用不可思议的方法于1424年左右建造而成。1837年，钟被保存起来，但是在1923年钟被重修后，又放回了原处。
当它运行的时候，曲子“In dulci jubilo”从教堂里最小的管风琴里传出来。钟平时每天演奏两次，时间为中午12点和下午3点。周日第一次演奏在下午1点，而不至于打断了周日的早礼拜。
在钟的最上面，两把剑代表了时间。钟上面部分是天文学钟，它表示了不同阶段的月亮和太阳落下的位置。
钟的下面部分是一个日历板。通过它可以计算出变化的传统节日的日期和在一些特殊的日子会在哪个周末到来。在日历的中部描绘圣劳伦斯的画像，是大教堂的守护圣人，在他边上有四个传福音者。目前的这块日历板显示了从1923年到2123年的日历，之后会更换新的日历板。

### 管风琴
隆德大教堂一共有五座管风琴。最大的一座在教堂的舞台上，于1932年到1934年期间由丹麦公司Marcussen & Søn建造，并且是目前全瑞典最大的管风琴。管风琴一共有102个音，分列在四排键盘上，还有一个脚踏键盘，总共有7,074根音管。1992年同一家公司维修了这个管风琴。
教堂里最小的管风琴在天文学钟里面，每天播放乐曲“In dulci jubilo”。另外三个管风琴分别在地下室，洗礼堂和唱诗班。

### 地下室
地下室自1123年以来一直保留着以前的样子。地下室有大量而且密集的柱子。这些柱子风格各不相同，由建筑师Donatus设计。其中最著名是有一个抱着柱子的男人的雕像的柱子。当地的传说中那个人是巨人芬恩，大教堂的建造人。另一个柱子上有差不多姿势的一个女人的雕像，传说中是芬恩的妻子。现在我们并不知道柱子上的人究竟代表了谁，不过有很大的可能是圣经的人物参孙。
地下室有很多石棺，箱子和墓碑。其中最重要的艺术品是浮雕装饰的井和亚当·范迪伦在1510年代建造的比格尔·贡纳松的坟墓。

## 其它功能
除了宗教功能外，大教堂同时也是隆德大学授予博士学位的场所。大教堂还是开宗教音乐会的地方。

## 外部連結
- 维基共享资源上的相關多媒體資源：Lund Cathedral
- Official website of the cathedral （页面存档备份，存于）
- Digitised copy of the Necrologium Lundense, with information about the book and its contents in English
- Digitised copy of the Liber daticus vetustior, with information about the book and its contents in English （页面存档备份，存于）
- YouTube channel of the cathedral （页面存档备份，存于）